# Georg Anton Machein
Georg Anton Machein (* 10. Juni 1685 in Großprüfening bei Regensburg; † 22. März 1739 in Überlingen) war ein deutscher Bildhauer und Holzschnitzer. Als sein Hauptwerk gilt das Chorgestühl der ehemaligen Klosterkirche Schussenried in Oberschwaben.

## Leben

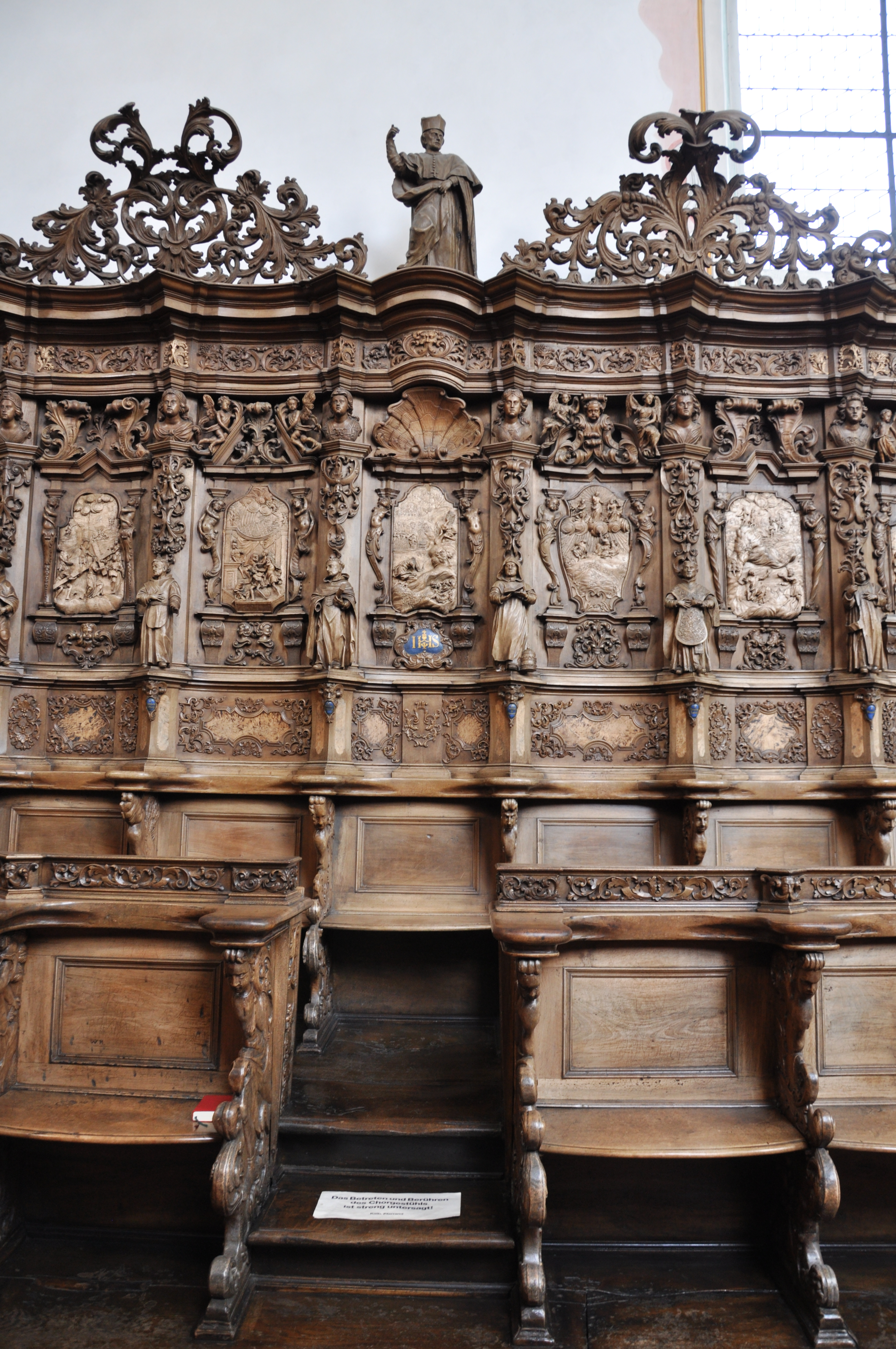
Chorgestühl in Schussenried, Detail

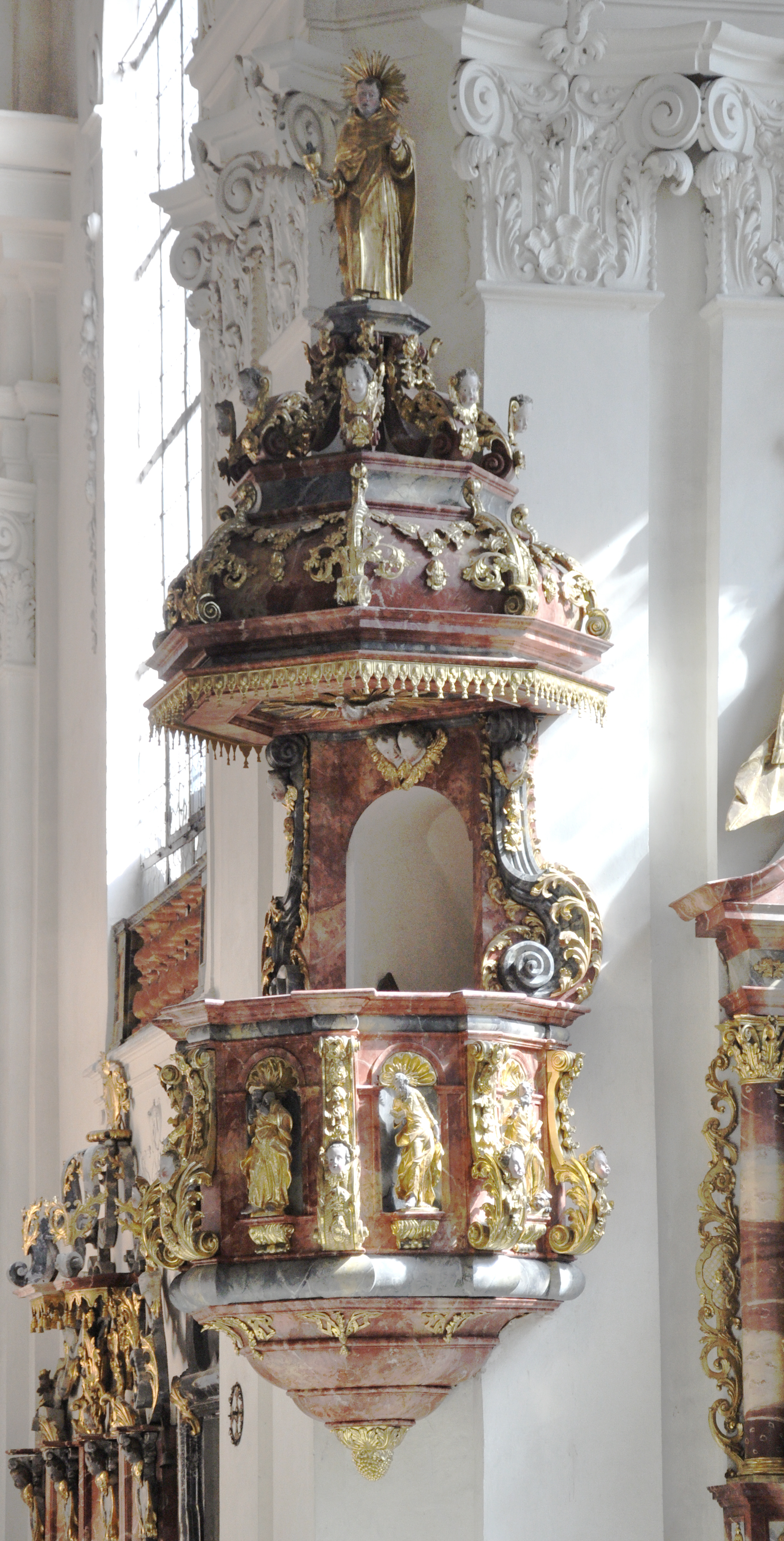
Kanzel in St. Katharinental

Machein wurde als Sohn des Schusters Johannes Machein und dessen Frau Elisabetha geboren. Auch sein jüngerer Bruder Johann Machein(er) (* 1696) wurde Bildhauer.
Machein war ab 1709 als Bildhauer in Marchtal ansässig, darauf zur Fertigung des Chorgestühls in Schussenried. 1716 bewarb er sich erfolgreich um das Bürgerrecht der Reichsstadt Überlingen.

## Werke
Dokumentarisch gesichert
- Pfarrkirche St. Georg,   Riedlingen: Skulpturen für den Choraltar, 1712
- Klosterkirche St. Magnus, Schussenried: Chorgestühl, 1715–1717
- Klosterkirche Schussenried: Skulpturen für den Hochaltar, Reliefs, Akanthuswerk, Flechtwerk, 1715–1716
- Wallfahrtskirche Eberhardzell: St. Michael und St. Georg („Ausbesserung“), 1716
- Klosterkirche St. Peter und Paul, Obermarchtal: Tiberius-Altar, 1727
- Pfarrkirche Untereggatsweiler (Bad Saulgau): Altar, 1728
- Pfarrkirche Winterstettendorf: Kanzel, 1728
- Klosterkirche St. Katharinental (Thurgau): Bildschnitzereien für Hochaltar, Seitenaltäre, Kanzel, Tabernakel, 1734–1738 (teilweise Werkstattarbeiten)

Zugeschrieben
- Klosterkirche Schussenried: Skulpturen St. Petrus und St. Paulus, 1717–1718
- Klosterkirche Schussenried: Bildschnitzereien zu Nebenaltären, 1717–1718
- Weilerkapelle Vierzehn Nothelfer, Riedlingen: drei Altäre und Kanzel, 1721–1722
- Klosterkirche Schussenried: St.-Magnus-Altar, St.-Michael-Altar, 1722
- Münster St. Nikolaus, Überlingen: St.-Cajetan-Altar, 1723
- Münster St. Nikolaus, Überlingen: St. Niklaus, 1724
- Pfarrkirche Sernatingen (Ludwigshafen am Bodensee): Hochaltar, 1725
- Pfarrkirche Winterstettendorf: Chorgestühlaufsätze, 1730 (Werkstattarbeit)